# Sélections olympiques américaines d'athlétisme 1968
Les sélections olympiques américaines d'athlétisme 1968 se déroulent du 6 au 16 septembre 1968 à Echo Summit, en Californie, à 2 250 m d'altitude. La compétition, qui se dispute séparément des championnats des États-Unis, fait office de sélection pour les Jeux olympiques se déroulant moins d'un mois plus tard à Mexico.
Dix-neuf épreuves masculines figurent au programme de ces sélections américaines, les compétitions féminines se déroulant fin août 1968 à Walnut. Le marathon, ainsi que les deux épreuves de marche athlétique, se déroulent à Alamosa, au Colorado.

## Faits marquants
Dans l'épreuve du 200 m, John Carlos établit un nouveau record du monde en 19 s 92, mais cette performance ne sera finalement pas homologuée par l'IAAF en raison de l'interdiction de porter des chaussures à pointes. Sur 400 m, Lee Evans remporte la course en 44 s 0 et améliore de quatre centièmes de seconde l'ancien record mondial détenu depuis 1967 par Tommie Smith. Larry James, deuxième de la course dans le même temps que Evans, voit également son temps homologué en tant que record du monde. Sur 400 mètres haies, Geoff Vanderstock établit un nouveau record du monde en parcourant la distance en 48 s 8. Il améliore de sept dixièmes de seconde le temps de Rex Cawley établi en 1964. Le troisième record du monde battu lors de cette compétition est celui de Bob Seagren au saut à la perche avec 5,41 m.

## Résultats

### Hommes
La compétition se déroule du 6 au 16 septembre 1968 à Echo Summit.
| Épreuves | 1er                           | 2e                          | 3e                              |
| --- | ----------------------------- | --------------------------- | ------------------------------- |
| 100 m Vent : +0,0 m/s | Jim Hines 10 s 11             | Charlie Greene 10 s 15      | Mel Pender 10 s 20              |
| 200 m Vent : +1,9 m/s | John Carlos 19 s 92           | Tommie Smith 20 s 18        | Larry Questad 20 s 28           |
| 400 m | Lee Evans 44 s 1 (WR)         | Larry James 44 s 1 (WR)     | Ron Freeman 44 s 6              |
| 800 m | Tom Farrell 1 min 46 s 5      | Wade Bell 1 min 47 s 1      | Ron Kutchinski 1 min 47 s 8     |
| 1 500 m | Jim Ryun 3 min 49 s 0         | Marty Liquori 3 min 49 s 5  | Tom von Ruden 3 min 49 s 8      |
| 5000 m | Bob Day 14 min 37 s 4         | Jack Bacheler 14 min 37 s 4 | Lou Scott 14 min 53 s 2         |
| 10 000 m | Tracy Smith 30 min 00 s 4     | Van Nelson 30 min 04 s 0    | Tom Laris 30 min 09 s 8         |
| 3000 m steeple | George Young 8 min 58 s 0     | Bill Reilly 8 min 58 s 8    | Conrad Nightingale 9 min 04 s 4 |
| 110 m haies Vent : -2,7 m/s | Willie Davenport 13 s 65      | Leon Coleman 13 s 72        | Erv Hall 13 s 77                |
| 400 m haies | Geoff Vanderstock 48 s 8 (WR) | Boyd Gittins 49 s 1         | Ron Whitney 49 s 2              |
| Saut en hauteur | Ed Caruthers 2,21 m           | Reynaldo Brown 2,21 m       | Dick Fosbury 2,21 m             |
| Saut à la perche | Bob Seagren 5,41 m (WR)       | John Pennel 5,18 m          | Casey Carrigan 5,18 m           |
| Saut en longueur | Bob Beamon 8,39 m             | Ralph Boston 8,26 m         | Charles Mays 8,16 m             |
| Triple saut | Art Walker 16,62 m            | Dave Smith 16,15 m          | Norm Tate 16,01 m               |
| Poids | George Woods 20,73 m          | Dave Maggard 20,53 m        | Randy Matson 20,45 m            |
| Disque | Jay Silvester 63,25 m         | Gary Carlsen 62,54 m        | Al Oerter 62,39 m               |
| Marteau | Ed Burke 68,96 m              | Al Hall 67,18 m             | Hal Connolly 65,13 m            |
| Javelot | Mark Murro 80,39 m            | Frank Covelli 78,95 m       | Gary Stenlund 77,64 m           |
| Décathlon | Bill Toomey 8 222 pts         | Rick Sloan 7 800 pts        | Tom Waddell 7 706 pts           |
| Records et Performances - AR : Record continental (area record) - CR : Record des championnats (championship record) - MR : Record du meeting (meet record) - NR : Record national (national record) - OR : Record olympique (olympic record) - PR : Record paralympique (paralympic record) - PB : Record personnel (personal best) - SB : Meilleure performance personnelle de la saison (season's best) - WL : Meilleure performance mondiale de l'année (world leader) - WJR : Record du monde junior (world junior record) - WR : Record du monde (world record) Circonstances et Conditions - DNF : N'a pas terminé (did not finish) - DNS : N'a pas pris le départ (did not start) - DQ : Disqualification (disqualification) - NM : Aucun essai valable enregistré (No Mark) - Q : Qualifié « directement » au prochain tour (ou à la prochaine compétition), lors d'une compétition majeure, grâce au classement ou à la réalisation des minima (automatic qualifier) - q : Qualifié au prochain tour (ou à la prochaine compétition), lors d'une compétition majeure, grâce au repêchage ou à la réalisation de l'une des meilleures performances parmi celles des « non qualifiés directement » (grâce au meilleur temps ou à la meilleure distance par exemple) (secondary qualifier) |                               |                             |                                 |

### Femmes
La compétition se déroule les 24 et 25 août 1968 à Walnut (Californie).
| Épreuves | 1er                          | 2e                          | 3e                         |
| --- | ---------------------------- | --------------------------- | -------------------------- |
| 100 m Vent : +1,9 m/s | Wyomia Tyus 11 s 3           | Margaret Bailes 11 s 3      | Barbara Ferrell 11 s 3     |
| 200 m Vent : +1,9 m/s | Margaret Bailes 23 s 5       | Wyomia Tyus 23 s 7          | Barbara Ferrell 23 s 7     |
| 400 m | Jarvis Scott 53 s 5          | Lois Drinkwater 54 s 0      | Esther Stroy 54 s 3        |
| 800 m | Madeline Manning 2 min 3 s 0 | Doris Brown 2 min 3 s 0     | Jarvis Scott 2 min 4 s 5   |
| 80 m haies Vent : +0,1 m/s | Mamie Rallins 11 s 1         | Patty van Wolvelaere 11 s 2 | Janene Jaton 11 s 2        |
| Saut en hauteur | Sharon Callahan 1,70 m       | Eleanor Montgomery 1,70 m   | Estelle Baskerville 1,67 m |
| Saut en longueur | Martha Watson 6,42 m         | Willye White 6,40 m         | Barbara Emerson 5,77 m     |
| Poids | Maren Seidler 15,28 m        | Lynn Graham 14,03 m         | Sharon Shepherd 13,89 m    |
| Disque | Olga Connolly 53,35 m        | Carol Moseke 50,72 m        | Nancy Norberg 46,50 m      |
| Javelot | Barbara Friedrich 54,08 m    | Sherry Calvert 48,95 m      | RaNae Bair 48,16 m         |
| Pentathlon | Pat Winslow 4 481 pts        | Barbara Emerson 4 327 pts   | Janis Glotzer 4 319 pts    |
| Records et Performances - AR : Record continental (area record) - CR : Record des championnats (championship record) - MR : Record du meeting (meet record) - NR : Record national (national record) - OR : Record olympique (olympic record) - PR : Record paralympique (paralympic record) - PB : Record personnel (personal best) - SB : Meilleure performance personnelle de la saison (season's best) - WL : Meilleure performance mondiale de l'année (world leader) - WJR : Record du monde junior (world junior record) - WR : Record du monde (world record) Circonstances et Conditions - DNF : N'a pas terminé (did not finish) - DNS : N'a pas pris le départ (did not start) - DQ : Disqualification (disqualification) - NM : Aucun essai valable enregistré (No Mark) - Q : Qualifié « directement » au prochain tour (ou à la prochaine compétition), lors d'une compétition majeure, grâce au classement ou à la réalisation des minima (automatic qualifier) - q : Qualifié au prochain tour (ou à la prochaine compétition), lors d'une compétition majeure, grâce au repêchage ou à la réalisation de l'une des meilleures performances parmi celles des « non qualifiés directement » (grâce au meilleur temps ou à la meilleure distance par exemple) (secondary qualifier) |                              |                             |                            |